# 雷金纳德·霍尔
雷金纳德·霍尔（英語：Reginald Hall，1870年6月28日—1943年10月22日），英国海军上将，1914年至1919年担任英国海军情报部主任，他与詹姆斯·阿尔弗雷德·尤因一同建立了英国海军情报破译机构40号室，据估计，一战期间40号室共破译了15000条德国电报，其中最为知名的是齐默尔曼电报，该电报的破译最终导致美国参战，是英国一战情报史上最重要的成果。